# Chimeneas
Chimeneas ist eine Gemeinde in der Provinz Granada im Südosten Spaniens mit 1.242 Einwohnern (Stand: 2024). Die Gemeinde liegt in der Comarca Alhama. 

## Geografie
Die Gemeinde grenzt an Alhama de Granada, Cacín, Chauchina, Cijuela, Las Gabias, La Malahá, Moraleda de Zafayona, Pinos Puente, Santa Fe und Ventas de Huelma.

## Geschichte
Der Ort hieß in der Zeit von Al-Andalus Dullan. Er existierte wahrscheinlich bereits vor der arabischen Zeit. Beim Erdbeben von Andalusien 1884 wurde der Ort beschädigt.